# ヒムチャン

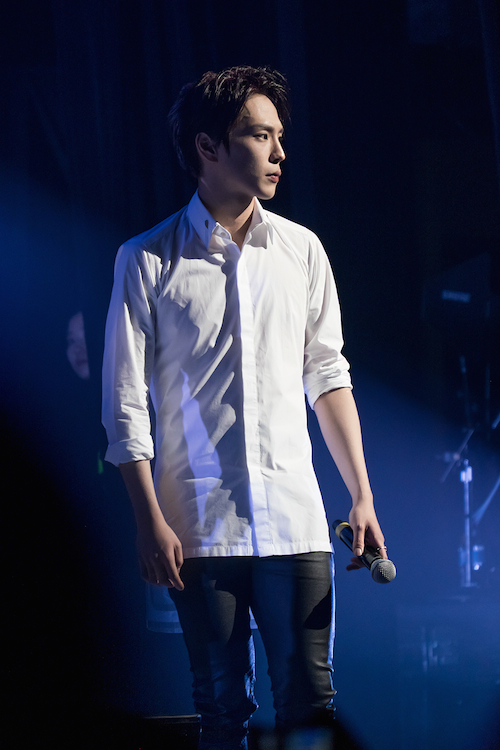

キム・ヒムチャン（김힘찬、Kim Him-Chan、金力燦、1990年4月19日（34歳） - ）は、韓国の元歌手である。B.A.Pの元メンバー。身長180cm、体重：69kg、血液型O型。

## 来歴・人物
- 学生時代は優等生で中学、高校の6年間、奨学金でエリート国立国楽に通う。その後、将来有望な国楽の演奏家で2名しか選抜されない大学に入学した。国立国楽の中学と高校出身で韓国では「オムチナ」と呼ばれるエリート[1]。
- 料理上手でジョンオプの修学試験時にはバターチャンジョリムなどを作っている。韓国では試験に手作り料理で応援する光景が多い。
- 日本語担当のため、日本語の理解力が高く日本ツアーでもヨンジェと共にトークを盛り上げる。
- baby(B.A.Pのfanの総称)が大好きでいつもファンへの愛情を惜しまない。

- 韓国の学校の教科書に楽器演奏の写真がヒムチャン単独で掲載され、現在、韓国の学生の教科書にもなっている。
- 「韓国の超一流大学である国楽へ進学したのに何故アイドルになったのか？」という質問に対し、ヒムチャンは「国楽は他のジャンルに比べて無視されている雰囲気。僕がもっと有名になってから国楽をすれば、より多くの人に知らせることができると思った」と説明している。
- MTV THE SHOWのリハーサルで興奮しすぎてExcuse meの振り付けを放置しリーダーであるバン・ヨングクに叱られた。
- 2021年、知人女性に対する強制わいせつにより10ヶ月の実刑判決を受けた[2]。